# مفكر
المفكر هو الشخص الذي يستخدم الذكاء والتفكير النقدي، إما بطريقة مهنية أو بصفة شخصية.

## المصطلحات والمساعي
«المفكر» يمكن أن تدل على ثلاثة أنواع من الأشخاص:
- شخص يحمل العديد من الأفكار والنظريات ذات المعرفة الواسعة.
- الشخص الذي تكون مهنته (العلم، الطب، القانون، الأدب) وينهمك في إنتاج ونشر الأفكار.
- شخص ذو خبرة فنية وثقافية بارزة تمنحه وزن ومكان مرموق في الخطاب العام.

## منظورات تاريخية
من الصفات الإنسانية الفكر ويوصف الإنسان بأنه كائن مفكر وإن وجد عند بعض الحيوانات قدر من التفكير فلا يرقى سوى لحل مشكلات عالم الحيوان أما مشكلات الإنسان والحيوان والجماد والنبات فحلولها مرهونه بالمفكر الإنساني والمفكر السوي هو الشخص الذي يعمل العقل ليأتي بجديد ليحل مشكلة خاصة أوعامة مستخدما طريقة عصف الذهن (بالإنجليزية: Brain Storming)‏ وهي درجة من درجات الإلهام والمفكرون أصحاب الفكر النافع للبشرية ومشتقات كلمة فكرة وتفكير وفكر ومفكر وأفكار وتقابل أيديا ومنها ايدولوجي تعني الفكر المثالي وقديم قيل أنا أفكر إذا انا موجود والمفكر يعمل العقل ليحل مشكلة والتفكير أنواع منه التفكير العلمي والذي يبدأ من الإحساس بالمشكلة واستدعاء حلول من الذاكرة ثم الإتيان فجأه بحل جديد وأصيل ويعبر عنها العالم بوجدتها أي حلا فجائيا جديدا وسريعا لمشكة وأقرب نظريات علم النفس لهذا السياق نظرية الجشتلط أوالاستبصار والتفكير له علاقة بالعقل والذكاء والوراثة والبيئة ودرجة التعليم وعوامل متعددة
والإنسان في كل مراحل نموه مفكر وفي كل موقف ومأذق يمر به يفكر ليخرج من أزمته وهناك من يفكر متمحورا حول الذات وهو الشخص الأناني وهناك من يفكر لغيره ويحس بالآخر وهو المثقف
والحالة التي يكون عليها الإنسان وقت تفكيره تطلب تركيز ويصف القرآن الكريم حالة الوليد بن المغيرة «أنه فكر وقدر*فقتل كيف قدر*ثم قتل كيف قدر*ثم نظر* ثم عبس وبسر*ثم أدبر واستكبر*فقال إن هذا إلا سحر يؤثر*إن هذا إلا قول البشر*سأصليه سقر»
وهو يفكر ليصف محمد والقرآن بعد تفكير بوصف مشين عكس الحقيقة (عبث الوليد وبصر وأدبر وأستدبر ثم نظر وفكر وقدر وقال إن محمد ساحر)فليس كل تفكير سوي فهناك تفكير شيطاني مدمر هدام فاللص مفكر في مقابل الفكر البناء السوي فنيوتن توصل بفكره لقانون الجاذبية وأينشتين توصل للنسبية وأحمد زويل وغيرهم من العلماء المفكرين أفادوا البشرية والهكر والإرهابيين مفكرين في الدمار وشتان بين مفكر ومفكر
ويأخذ الفكر صورا عدة فنجد أفكارا في صورة أدبية ينتج المفكر فيها شعرا أو نثرا فالأديب في هذه الحالة مفكر كما أن الفيلسوف مفكر والمؤرخ مفكر والخطيب المفوه المبدع مفكر والقاضي مفكر والمحامي كذلك وكافة المهن والمفكر المبدع الذي يتبادر إلى الذهن هو المؤلف والكاتب ويطلق لقب المفكر على الشخص الذي سبق وأبدع أفكار جديدة وكان للكاتب الصحفي مصطفى أمين عمود في جريدة الأخبار بعنوان فكرة فيستحق أن نلقبه بالمفكر الصحفي كما أن محمد أنور السادات كان عبقريا في العسكرية فيلقب بمفكر عسكري وسياسي كما كان نابليون كذلك وعليه فالمفكر موهوب لديه استعداد خاصة وهو ذكي في نفس الوقت وهو بطل تصنعه الظروف ويصنع المواقف ويحل المشكلات.
وأليات التفكير تكون عموما متجددة بحيث يمكن لأي شخص كان أن يفكر لكن الفرق بين المفكر والشخص العادي هو قيمة الفكرة وطريقة التفكير وكيفية الفهم والاستعاب وهذا ما يصنع الفارق. ويمكن لاي شخص ان يطور طرق تفكيره لتكون أكثر دقة وفائدة والتفكير يختلف من شخص إلى أخر وهذا يعود الي البيئة والوسط والمستوى الفكري للشخص. وكما قال الشاعر الإنجليزي شكسبير:(to be or not to be)
أكون أو لا أكون.

## خلفية تاريخية
يشير مصطلح مفكر في اللغة الإنجليزية إلى «المفكر المتعلم»؛ فاستخدامه السابق، كما في كتاب تطور الفكر (1920)، لجون ميدلتون موري، كان يدل على النشاط الأدبي، وليس على أنشطة المفكر العام.

## القرن التاسع عشر

### بريطانيا
في أواخر القرن التاسع عشر، عندما كانت معرفة القراءة والكتابة شائعة نسبيًا في البلدان الأوروبية مثل المملكة المتحدة، اتسعت دلالة «الأديب» (littérateur) لتعني «متخصص»، وهو رجل كسب رزقه من الكتابة بطريقة فكرية (وليس إبداعية) عن الأدب مثل: الكاتب، والصحفي، والناقد وآخرون. في القرن العشرين، استُبدل هذا النهج تدريجيًا بالأسلوب الأكاديمي، أُهمل مصطلح «الأديب»، وحل محله المصطلح العام «مفكر»، الذي يصف الشخص المفكر. في أواخر القرن التاسع عشر، أصبح مصطلح المفكر شائع الاستخدام للدلالة على المدافعين عن ضابط المدفعية المتهم زورًا ألفريد دريفوس.

### أوروبا القارية
في أوائل القرن التاسع عشر في بريطانيا، صاغ صامويل تايلور كولريدج مصطلح أهل الفكر، وهم الطبقة الفكرية المسؤولة عن تعزيز الثقافة الوطنية والحفاظ عليها، والمكافئ العلماني لرجال الدين الأنجليكاني. وبالمثل، ظهرت النخبة المثقفة في روسيا القيصرية (في ستينيات وسبعينيات القرن التاسع عشر) الذين كانوا فئة الحالة لعمال الياقات البيضاء. قال اللاهوتي ليستر ماكغراث إن «ظهور النخبة المثقفة المغتربين اجتماعيًا، والمثقفين لاهوتيًا، ومناهضي المؤسسة، هو أحد أكثر الظواهر أهمية في تاريخ ألمانيا الاجتماعي في ثلاثينيات القرن التاسع عشر»، وأن «ثلاثة أو أربعة من كل عشر خريجي لاهوت يأملون في الحصول على عمل» في منصب في الكنيسة. وعلى هذا النحو، شارك مفكرون راديكاليون سياسيًا بالفعل في الثورة الفرنسية (1789-1799)؛ قال روبرت دارنتون إنهم ليسوا دخلاء على المجتمع، إنهم «محترمون ومتمدنون ومندمجون».
ومنذ ذلك الوقت، كانت الطبقة الفكرية في أوروبا ذات أهمية اجتماعية، وخاصةً المفكرين الذين ادعوا أن مشاركتهم في فنون، وسياسة، وصحافة وتعليم المجتمع -سواء كانت قومية أو دولية أو عرقية- تشكل «مهنة المفكر». علاوةً على ذلك، كان بعض المفكرين مناهضيين للأكاديمية، رغم أن الجامعات (الأكاديميات) مرادفة للفكرانية.
في فرنسا، تميزت قضية دريفوس بالظهور الكامل «للمفكر في الحياة العامة»، وخاصة إميل زولا، وأوكتاف ميربو، وأناتول فرانس الذين تناولوا بشكل مباشر مسألة معاداة السامية الفرنسية للعامة؛ أصبح بعدها استخدام مصطلح «المفكر» شائعاً، ولكنه مهين أحيانًا؛ ينسب استخدام الاسم الفرنسي لجورج كليمنصو في عام 1898.

### ألمانيا
ساهم كتاب يورغن هابرماس التحول الهيكلي في المجال العام (1963) إسهامًا كبيرًا في مفهوم المفكر العام من خلال تحديد فكرة المفهومين العام والخاص تاريخيًا وفكريًا.

### في الشرق
عثر على كلمة مفكر في الكتاب الهندي المقدس مهابهاراتا في اجتماع العازبات (سويامبارا سافا) لدروبادي. مباشرةً بعد حضور أرجونا والراجا-ماهاراجا (الملوك-الأباطرة) للاجتماع، ظهر نيبونا بوديجيبينا (المثقفون المثاليون) في الاجتماع. كان هؤلاء الأشخاص منشغلين في الجدال حول إمكانية إطلاق النار على الهدف أم لا.
في الإمبراطورية الصينية في الفترة من 206 قبل الميلاد حتى 1912 ميلادي، كان المفكرون مسؤولين علماء (سادة علماء)، كانوا موظفين مدنيين يعينهم إمبراطور الصين لأداء مهام الإدارة اليومية. حصل هؤلاء الموظفون المدنيون على درجات علمية بإجراء اختبارات إمبراطورية، وكانوا أيضاً خطاطين بارعين، وعرفوا الفلسفة الكونفوشية. يستنتج المؤرخ وينج تسي تشان ما يلي:
بشكل عام، كان سجل هؤلاء السادة العلماء جديرًا. كان جيدًا كفاية للإشادة والتقلد به في أوروبا في القرن الثامن عشر. ولكنه، شكل عائقًا هائلًا للصين في انتقالها من حكومة يقودها الرجال إلى الحكومة يقودها القانون، وكانت الاعتبارات الشخصية في الحكومة الصينية لعنة.
في جوسون كوريا (1392-1910)، كان المفكرون هم الأدباء، الذين عرفوا القراءة والكتابة، وصنفوا بأنهم «تشنغين» («طبقة وسطى»)، وفقًا للنظام الكونفوشي. اجتماعيًا، شكلوا طبقة البرجوازية الصغيرة، المؤلفة من الباحثين البيروقراطيين (العلماء والمهنيين والفنيين) الذين أداروا حكم سلالة جوسون الحاكمة.